# LIVE FILMS 「ゆずのね」
『LIVE FILMS 「ゆずのね」』（ライブ フィルムス ユズノネ-）は、ゆずのライブビデオ。2008年2月6日にセーニャ・アンド・カンパニーより発売。

## 概要
10周年記念ライブの横浜アリーナ公演を収録。収録時間 約120分。特典映像あり。

## 収録曲

### Disc 1
1. 雨と泪
2. 贈る詩
3. アゲイン2
4. 灰皿の上から
5. 傍観者
6. Shall we Dance?メドレー
Shall we Dance?メドレー&言えずのアイ・ライク・ユー&未練歌&シュミのハバ&GO★GO!!サウナ&言えずのアイ・ライク・ユー&少年
7. 1
8. 春風
9. 夏色
10. 栄光の架橋
11. 境界線
12. リアル～贈る詩
13. 空模様
14. 蛍の光～てっぺん